# Surrey-White Rock-Cloverdale (circonscription britanno-colombienne)
Pour les articles homonymes, voir Surrey, White Rock et Cloverdale.
Circonscription électorale provinciale du Canada
Surrey-White Rock-Cloverdale est une ancienne circonscription provinciale de la Colombie-Britannique représentée à l'Assemblée législative de la Colombie-Britannique de 1986 à 1991.

## Géographie
La circonscription représentait une partie de la ville et région de Surrey.

## Liste des députés
| Législature                                                                        | Années                                                       | Député                                                       | Député                                                       | Parti                                                        |
| Surrey-White Rock-Cloverdale Circonscription issue de Surrey                       | Surrey-White Rock-Cloverdale Circonscription issue de Surrey | Surrey-White Rock-Cloverdale Circonscription issue de Surrey | Surrey-White Rock-Cloverdale Circonscription issue de Surrey | Surrey-White Rock-Cloverdale Circonscription issue de Surrey |
| ---------------------------------------------------------------------------------- | ------------------------------------------------------------ | ------------------------------------------------------------ | ------------------------------------------------------------ | ------------------------------------------------------------ |
| 34e                                                                                | 1986–-1991                                                   |                                                              | William Earl Reid                                            | Créditiste                                                   |
| Circonscription abolie, voir Surrey-Newton, Surrey-White Rock et Surrey-Cloverdale |                                                              |                                                              |                                                              |                                                              |